# 醒心宮
醒心宮全名財團法人台北市醒心宮，位於台灣台北市迪化街，為主祀孚佑帝君之道教廟宇。該建物興建於1969年，今為位於台北大同區之仿古廟宇建築。另外，該廟宇的組織型態為財團法人制，祭典日期則是每年農曆之四月十四。